# Yongsan-dong, Daegu
Yongsan-dong (koreanska: 용산동) är en stadsdel i staden Daegu i den centrala delen av Sydkorea, 240 km sydost om huvudstaden Seoul. Den ligger i stadsdistriktet Dalseo-gu.

## Indelning
Administrativt är Yongsan-dong indelat i:
| Namn    | Namn               | Yta km² | Invånare 31 dec 2020 |
| ------- | ------------------ | ------- | -------------------- |
| 용산1동 | Yongsan 1(il)-dong | 1,29    | 31 934               |
| 용산2동 | Yongsan 2(i)-dong  | 1,32    | 29 710               |